# Riu Gers
|  | Per a altres significats, vegeu «Gers (desambiguació)». |

El riu Gers (també en occità i en francès Gers) és un riu de Gascunya que té uns 178 km de recorregut. Neix a 600 m d'altura a Lanamesa i desemboca al riu Garona per la seva riba esquerra. Passa per tres departaments (Alts Pirineus, Gers i Olt i Garona).
Dona nom al departament del Gers, amb capital a Auch.

## Principals ciutats per on passa
- Alts Pirineus. Lanamesa, Monléon-Magnoac
- Gers. Chélan, Panassac, Masseube, Seissan, Pavie, Auch, Preignan, Montestruc-sur-Gers, Fleurance, Leitora
- Olt i Garona. Astaffort, Layrac

## Principals afluents
- el Cédon. 18,7 km (E)
- el Sousson. 33,9 km (E)
- l'Arçon. 18,2 km (D)
- l'Aulouste. 20,6 km (D)